# استیل بیشاپ
استیل بیشاپ (انگلیسی: Steele Bishop؛ زادهٔ ۲۹ آوریل ۱۹۵۳) دوچرخه‌سوار اهل استرالیا است. وی در بازی‌های المپیک تابستانی ۱۹۷۲ شرکت کرده است.